# Unreal Estate (album av Entombed)
Unreal Estate är det svenska death metal-bandet Entombeds andra livealbum, som gavs ut den 22 februari 2005 av Candlelight Records.
Albumet är inspelat under en föreställning vid namn Unreal Estate på Kungliga Operan i Stockholm där Entombed stod för musiken under ett visst antal föreställningar med balett. Albumet planerades att ges ut den 20 oktober 2004, men det uppstod problem med tryckningen så det dröjde till februari 2005.

## Låtförteckning
1. "DCLXVI/Intermission" - 03:58
2. "Chief Rebel Angel" - 03:35
3. "Say It in Slugs" - 04:08
4. "It Is Later Than You Think" - 02:56
5. "Returning to Madness" - 03:06
6. "Mental Twin" - 02:59
7. "Night of the Vampire (Roky Erickson cover)" - 04:17
8. "Unreal Estate" - 00:59
9. "In the Flesh" - 04:04
10. "Something Out of Nothing" - 03:18
11. "Left Hand Path" - 05:15